# Trolleybus Val de Ruz
| Streckenlänge: | 14.4 km    |                                   |                      |
| Stromsystem: | 600 Volt = |                                   |                      |
| |            |                                   |                      |
| \| \| \| Übergang zur Neuenburger Jurabahn \| \| \| \| \| Les Hauts-Geneveys CFF \| 954 m \| \| \| \| Fontainemelon \| 867 m \| \| \| \| Trolleybus Neuenburg \| \| \| \| \| Valangin \| \| \| \| \| Boudevilliers \| \| \| \| \| Fontaines \| \| \| \| \| \| \| \| \| \| Cernier \| 822 m \| \| \| \| Cernier Depot \| 820 m \| \| \| \| Petit-Chézard \| 769 m \| \| \| \| Saint-Martin \| 749 m \| \| \| \| Dombresson \| 744 m \| \| \| \| Villiers \| 764 m \| |            |                                   |                      |
| |            | Übergang zur Neuenburger Jurabahn |                      |
| U-Bahn-Kopfbahnhof Streckenanfang (Strecke außer Betrieb) |            | Les Hauts-Geneveys CFF            | 954 m                |
| U-Bahn-Haltepunkt / Haltestelle (Strecke außer Betrieb) |            | Fontainemelon                     | 867 m                |
| U-Bahn-Strecke von rechts (außer Betrieb) · U-Bahn-Strecke (außer Betrieb) |            | Trolleybus Neuenburg              | Trolleybus Neuenburg |
| U-Bahn-Bahnhof (Strecke außer Betrieb) · U-Bahn-Strecke (außer Betrieb) |            | Valangin                          | Valangin             |
| U-Bahn-Haltepunkt / Haltestelle (Strecke außer Betrieb) · U-Bahn-Strecke (außer Betrieb) |            | Boudevilliers                     | Boudevilliers        |
| U-Bahn-Haltepunkt / Haltestelle (Strecke außer Betrieb) · U-Bahn-Strecke (außer Betrieb) |            | Fontaines                         | Fontaines            |
| U-Bahn-Strecke nach links (außer Betrieb) · U-Bahn-Abzweig geradeaus und von rechts (Strecke außer Betrieb) |            |                                   |                      |
| U-Bahn-Bahnhof (Strecke außer Betrieb) |            | Cernier                           | 822 m                |
| U-Bahn-Dienststation / Betriebs- oder Güterbahnhof (Strecke außer Betrieb) |            | Cernier Depot                     | 820 m                |
| U-Bahn-Haltepunkt / Haltestelle (Strecke außer Betrieb) |            | Petit-Chézard                     | 769 m                |
| U-Bahn-Haltepunkt / Haltestelle (Strecke außer Betrieb) |            | Saint-Martin                      | 749 m                |
| U-Bahn-Haltepunkt / Haltestelle (Strecke außer Betrieb) |            | Dombresson                        | 744 m                |
| U-Bahn-Kopfbahnhof Streckenende (Strecke außer Betrieb) |            | Villiers                          | 764 m                |

Der Trolleybus Val de Ruz war ein Trolleybus-Überlandbetrieb im Schweizer Kanton Neuenburg, der zunächst die Strassenbahn Les Hauts-Geneveys–Villiers ersetzte und anschliessend mit dem benachbarten Trolleybus Neuenburg (einem Betriebsteil der TN) verknüpft wurde. Das Netz in der Talschaft Val de Ruz beziehungsweise im Bezirk Val-de-Ruz bestand von 1948 bis 1984; es gehörte der Compagnie des Transports du Val-de-Ruz, abgekürzt VR, bis 20. Dezember 1947 Compagnie du Chemin de fer Régional du Val-de-Ruz et Compagnie des Autotransports du Val-de-Ruz. Diese ging 1999 in der Gesellschaft TRN SA auf, welche 2012 mit den TN zu den Transports Publics Neuchâtelois fusionierte und bis in die Gegenwart Konzessionsinhaberin der Autobuslinien im Val de Ruz ist.

## Geschichte

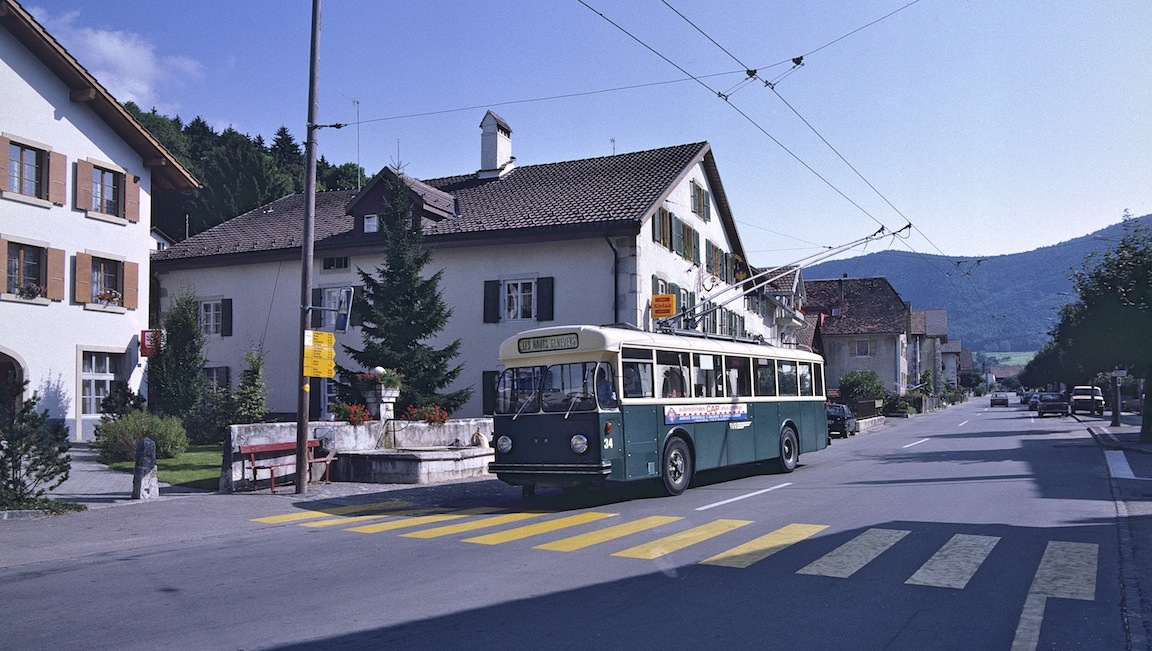
Trolleybus 34 in Dombresson, September 1983

Als erste Strecke ging am 1. September 1948 die 8.3 Kilometer lange Verbindung vom SBB-Bahnhof Les Hauts-Geneveys an der Bahnstrecke Neuchâtel–La Chaux-de-Fonds über Fontainemelon, Cernier, Chézard-Saint-Martin und Dombresson nach Villiers in Betrieb. Sie ersetzte die 1903 eröffnete und auf gleicher Route verkehrende Strassenbahn, die von derselben Gesellschaft geführt wurde. Die Tramwagen waren in der letzten Betriebsphase mit Stangenstromabnehmern ausgerüstet worden und benutzten den einen Fahrdraht der bereits fertig erstellten Trolleybusfahrleitung.
Am 1. Juli 1949 kam mit der Seitenstrecke von Neuenburg in den Talhauptort Cernier eine direkte Verbindung zum seit 1940 bestehenden Trolleybus in Neuenburg hinzu. Sie ersetzte zwischen Neuenburg und Valangin eine 1901 eröffnete Strecke der Strassenbahn Neuenburg, dieser Abschnitt gehörte auch weiterhin der TN. Der zuvor nicht vom Tram bediente 6,1 Kilometer lange Lückenschluss von Valangin über Boudevilliers und Fontaines nach Cernier wurde hingegen von der VR erbaut und betrieben. Valangin war der einzige Ort in der Schweiz, wo sich zwei Trolleybusnetze verschiedener Konzessionärinnen berührten. Die durchgehende Gemeinschaftslinie 4 Neuchâtel, Place Pury–Cernier war die einzige Trolleybuslinie der Schweiz, auf der Fahrzeuge von zwei verschiedenen Unternehmen ins Netz des jeweils anderen Unternehmens vorstiessen.
Der Abschnitt Valangin–Cernier wurde zusammen mit der TN-Strecke Neuenburg–Valangin bereits am 3. November 1969 auf Autobusbetrieb umgestellt. Zuvor führte die VR ihre Kurse auf dieser Relation bereits einige Monate lang im Trolleybusersatzverkehr, während die TN-Kurse bis zuletzt mit Trolleybussen bestückt waren. Am 14. April 1984 stellte die VR schliesslich auch auf der Hauptstrecke von Les Hauts-Geneveys nach Villiers den elektrischen Betrieb ein.

## Infrastruktur
Abgesehen vom Abschnitt Cernier–Fontainemelon verfügte die Stammstrecke anfangs nur über eine einspurige Fahrleitung, Cernier–Valangin war hingegen von Anfang an doppelspurig. Eine zweite Fahrleitung wurde 1951 im Abschnitt Cernier–Saint-Martin in Betrieb genommen, 1957 folgte der Abschnitt Fontainemelon–Les Hauts-Geneveys. Das Endstück Saint-Martin–Villiers blieb hingegen einspurig. Wendeschlaufen existierten in Hauts-Geneveys, Cernier und Villiers, ab 1957 auch in Fontainemelon. Die Wendeschlaufe in Cernier war so angelegt, dass sie von und in alle Richtungen befahren werden konnte. Sie ermöglichte somit durchgehende Fahrten von Hauts-Geneveys in Richtung Neuenburg und von Villiers ins Depot. In Fontaines (1951–1959) und in Fontainemelon (1951–1957) gab es vorübergehend Wendedreiecke, welche aber aus Sicherheitsgründen umgebaut beziehungsweise aufgegeben wurden.
Das vierständige Depot in Cernier war über eine doppelspurige Stichstrecke angeschlossen, welche aber nur direkte Fahrten in Richtung Cernier erlaubte. Die Fahrleitung der Stichstrecke war vor dem Depot als Schlaufe ausgeführt, wobei drei der vier Stände mit der Schlaufe verbunden waren. Beim Trolleybus-Depot handelt es sich um das Strassenbahndepot von 1903, das den neuen Bedürfnissen angepasst worden war.

## Fahrzeuge
Zur Betriebseröffnung 1948 beschaffte die VR bei Caproni fünf Solo-Trolleybusse mit den Betriebsnummern 1–5, die elektrische Ausrüstung lieferte Tecnomasio Italiano Brown Boveri zu. Diese Wagen wurden in den Jahren 1969 bis 1975 abgebrochen.
1951 wurden vom Trolleybus Zürich die Wagen 51 und 52 des Baujahrs 1939 übernommen und mit den neuen Nummern 11 und 12 in Betrieb gesetzt. Sie hatten ein Saurer-Chassis und eine elektrische Ausrüstung von der Maschinenfabrik Oerlikon. Die Karosserie stammte beim ersten Wagen ebenfalls von Saurer, beim zweiten von Tüscher. Ihre Ausrangierung erfolgte 1970 beziehungsweise 1981.
In den Jahren 1968 bis 1971 wurden vom Trolleybus Bern die Wagen 17 (Saurer, Ramseier & Jenzer, Maschinenfabrik Oerlikon – Baujahr 1942) und vom Trolleybus Genf die Wagen 807, 808 und 810 (Saurer, CGTE/Haag, SAAS – Baujahr 1942) übernommen und unter den neuen Nummern 31 bis 34 in Betrieb gesetzt. Wagen 33 wurde 1982 ausrangiert, die übrigen drei fuhren bis zur Betriebseinstellung 1984.
Schliesslich wurde 1979 vom Trolleybus La Chaux-de-Fonds Wagen Nummer 5 (Berna, Haag, Maschinenfabrik Oerlikon – Baujahr 1950) übernommen, aber bereits 1983 wieder ausrangiert.

## Fahrplan

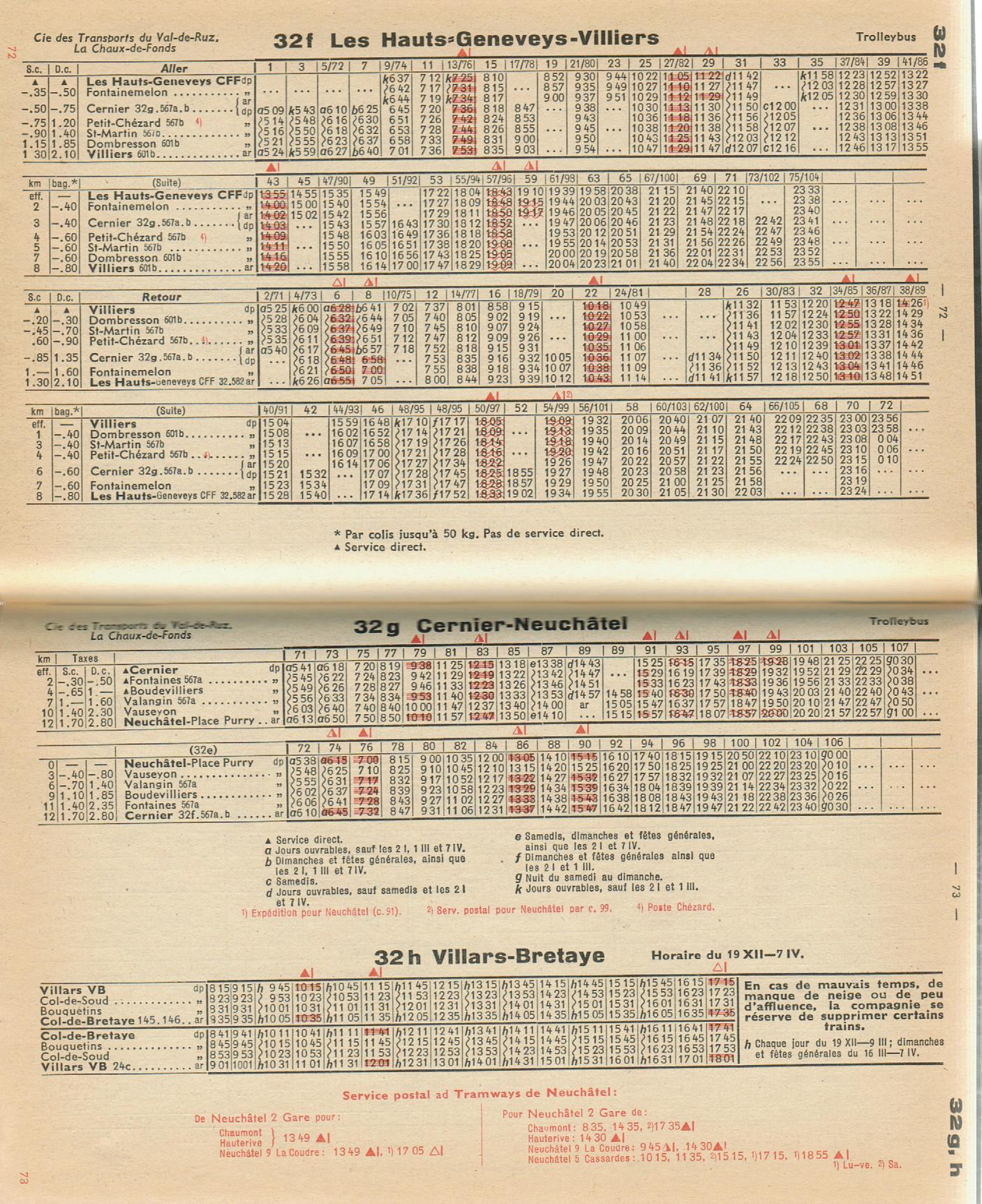
Winterfahrplan 1957/58

Die Fahrpläne der Überlandtrolleybuslinien wurden bis zum Winterfahrplan 1981/82 im Amtlichen Kursbuch der Schweiz unter den Bahnen publiziert, ab dem Sommerfahrplan 1982 bei den Autobussen. Die Fahrplanfeld-Nummern lauteten für die Hauptstrecke 32f, später 33 und ab 1982 223.10, für die Verbindung mit Neuenburg 32g. In den Fahrplänen waren nur die Ortschaften gemäss der hier abgebildeten Streckengrafik aufgeführt, die weiteren Zwischenhalte nicht.
Ab Hauts-Geneveys fuhren in den 1950er-Jahren 28 Kurse, davon vier nur werktags. Im Abschnitt Cernier–Villiers fuhren insgesamt drei Kurse mehr. Betriebsschluss war kurz nach Mitternacht. In den 1980er-Jahren wurden weniger Kurse angeboten, im Abschnitt Cernier–Villiers teilweise mit Autobus. Die Spätkurse verkehrten nur noch freitags und samstags.
Auf der Linie Neuenburg–Cernier verkehrten in den 1950er-Jahren 17 Kurse, davon der erste nur an Werktagen und der zweite im Winter nur an Werktagen. Hingegen fuhr Samstagnacht noch um Mitternacht ein Trolleybus nach Cernier und zurück. Im städtischen Abschnitt der Linie von der Place Pury (im nebenstehenden Fahrplanausschnitt fälschlicherweise mit zwei r geschrieben) bis Valangin wurden, je nach Wochentag und Jahreszeit, bis zu acht zusätzliche Kurse angeboten.